# Panda (Moçambique)
Panda, também conhecida como Panda-Sede, é uma vila moçambicana, sede do distrito do mesmo nome (província de Inhambane). 
A vila tem cerca de 5 300 habitantes e situada numa região seca, debate-se com graves problemas de abastecimento de água.
 Desde 2020 que se encontra ligada à rede nacional de estradas por uma rodovia asfaltada, conectando a vila com Homoíne numa distância de 50 kms.

## Ligação externa
Panda no Google Maps